# Округ Јанси (Северна Каролина)
Јанси (енгл. Yancey County) је округ у америчкој савезној држави Северна Каролина.

## Демографија
По попису из 2010. године број становника је 17.818, што је 44 (0,2%) становника више него 2000. године.
| Група             | 2000.          | 2010.          |
| Белци             | 17.033 (95,8%) | 16.652 (93,5%) |
| Афроамериканци    | 101 (0,6%)     | 145 (0,8%)     |
| Азијати           | 23 (0,1%)      | 34 (0,2%)      |
| Хиспаноамериканци | 478 (2,7%)     | 814 (4,6%)     |
| Укупно            | 17.774         | 17.818         |